# 藁科れい
藁科 れい（わらしな れい、女性、1952年9月10日 -　）は、日本の作家、エッセイスト、翻訳家。

## 略歴
兵庫県生まれ。京都大学農学部林産工学科卒業。
1978年から約20年ウィーンに在住。エッセイや翻訳を執筆。
2000年、スポーツ報知に掲載されたエッセイ「ウィーンのバレエの物語」で報知ドキュメント大賞を受賞。

## 著書
- 『異人館の少女』（文芸社） 1999
- 『永遠と一日』（幻冬舎） 2003
- 『みどり色の星』（PHP研究所） 2011

## 翻訳
- 『ティキシィ』（C・W・ニコル、松田銑共訳、角川書店） 1979、のち角川文庫
- 『おっとっと!チョコチョコくん』（C・W・ニコル、かみやしん絵、文研出版、文研の創作えどうわ） 1986